# The Best of Kiss, Volume 3: The Millennium Collection
The Best of Kiss, Volume 3: The Millennium Collection je kompilační album skupiny Kiss z roku 2006. Album je poslední z trojdílné kolekce Millennium a obsahuje největší hity skupiny z let 1991 až 1999.

## Seznam skladeb
| Základní verze | Základní verze                                    | Základní verze                          | Základní verze    | Základní verze |
| Pořadí         | Název                                             | Autor                                   | Hlavní zpěvák     | Délka          |
| -------------- | ------------------------------------------------- | --------------------------------------- | ----------------- | -------------- |
| 1.             | God Gave Rock 'N' Roll to You II                  | Ballard / Bob Ezrin / Simmons / Stanley | Stanley / Simmons | 5:21           |
| 2.             | Unholy                                            | Simmons / Vinnie Vincent                | Simmons           | 3:43           |
| 3.             | Domino (Live)                                     | Gene Simmons                            | Simmons           | 3:49           |
| 4.             | Hate                                              | Bruce Kulick / Simmons / VanZen         | Simmons           | 4:37           |
| 5.             | Childhood's End                                   | Kulick / Simmons / Tommy Thayer         | Simmons           | 4:21           |
| 6.             | I Will Be There                                   | Coumo / Kulick / Stanley                | Stanley           | 3:50           |
| 7.             | Comin' Home (Live Unplugged)                      | Ace Frehley / Stanley                   | Stanley           | 2:51           |
| 8.             | Got to Choose (Live Unplugged)                    | Paul Stanley                            | Stanley           | 3:33           |
| 9.             | Psycho Circus                                     | Coumo / Stanley                         | Stanley           | 4:51           |
| 10.            | Into the Void                                     | Cochran / Frehley                       | Frehley           | 4:22           |
| 11.            | I Pledge Allegiance to the State of Rock and Roll | Stanley / Coumo / Knight                | Stanley           | 3:33           |
| 12.            | Nothing Can Keep Me from You                      | Warren                                  | Stanley           | 4:00           |
| Celková délka: | Celková délka:                                    | Celková délka:                          | Celková délka:    | 46:11          |

## Obsazení
- Paul Stanley – rytmická kytara, zpěv
- Gene Simmons – basová kytara, zpěv
- Peter Criss – bicí (stopa 10)
- Ace Frehley – sólová kytara, zpěv (stopa 10)
- Eric Carr – zpěv (stopa 1)
- Eric Singer – bicí,zpěv
- Tommy Thayer – sólová kytara (stopa 9,11))
- Bruce Kulick – sólová kytara, zpěv